# Toronto Raptors
Toronto Raptors – kanadyjski klub koszykarski uczestniczący w rozgrywkach ligi NBA (Dywizja Atlantycka w Konferencji Wschodniej), mistrzowie z 2019. Domowe mecze rozgrywają w hali Scotiabank Arena położonej w Toronto, będąc jedyną organizacją ligi z siedzibą poza terytorium Stanów Zjednoczonych. W sezonie 2020/21 swoje spotkania domowe rozgrywali w Amalie Arena w mieście Tampa na terenie Stanów Zjednoczonych z powodu restrykcji spowodowanych pandemią koronawirusa w Kanadzie.
Tradycje gry zespołu z Toronto w lidze amerykańskiej sięgają 1946 roku, kiedy w ówczesnej lidze Basketball Association of America występowała drużyna Toronto Huskies. W pierwszych dwóch dekadach istnienia Raptors sześć razy w przeciągu 20 sezonów awansowali do fazy play-off. Równocześnie z debiutem Toronto Raptors w NBA startował inny debiutant z Kanady, Vancouver Grizzlies. Jerry Colangelo, właściciel Phoenix Suns, szef komisji odpowiedzialnej za rozwój ligi zmierzał do tego, by Kanada była reprezentowana w NBA na Wschodzie i Zachodzie. Komisarz David Stern uznał Toronto Raptors za wielki sukces, Vancouver Grizzlies za jedną z największych porażek. Ostatecznie, Grizzlies przenieśli się do Memphis, tworząc Memphis Grizzlies. 
W tym czasie w drużynie występowali m.in. Vince Carter, Tracy McGrady czy Chris Bosh. W 2019, po 24 latach od założenia klubu, Raptors po raz pierwszy w historii znaleźli się w finałach NBA, w których pokonali Golden State Warriors 4–2. MVP Finałów został Kawhi Leonard, który po zakończeniu sezonu odszedł z klubu. 17 lipca 2019 roku, na ulicach Toronto świętowano mistrzostwo pierwszego zespołu w historii NBA, który nie pochodził z obszaru Stanów Zjednoczonych Ameryki. Kanada to kraj pochodzenia twórcy koszykówki Jamesa Naismitha. 

## Historia

### 1995–1999: Trudne początki
Pierwszym generalnym menedżerem zespołu został Isiah Thomas. Szybko obsadził stanowiska kierownicze własnym personelem, wybierając na trenera Raptors wieloletniego asystenta Detroit Pistons, Brendana Malone. Skład Raptors został ustalony w rozszerzonym drafcie 1995. Raptors wybrali z 1. numerem rozszerzonego draftu trzykrotnego mistrza NBA, B.J. Armstronga z Chicago Bulls. Armstrong nie zgodził się jednak na grę dla Toronto, po czym został sprzedany do Golden State Warriors za pięciu innych zawodników. Dinozaurom przysługiwał również siódmy wybór w zwykłym drafcie 1995, tuż za innym zespołem, który dołączył w tym samym roku do ligi, Vancouver Grizzlies. Raptors wybrali Damona Stoudamire’a, co spotkało się ze sporym niezadowoleniem fanów, którzy liczyli na wybór Eda O’Bannona. W pierwszym sezonie w historii Raptors uzyskali bilans 21-61, a Stoudamire ze średnią 19 punktów i 9 asyst na mecz został wybrany najlepszym debiutantem roku. Dinozaury sprawiły dużą niespodziankę, pokonując u siebie przyszłych mistrzów NBA, Bulls, którzy skończyli sezon z rekordowym bilansem 72-10 (rekord pobity 20 lat później przez Golden State Warriors). W kolejnym sezonie Raptors wygrali 30 spotkań i ponownie nie awansowali do fazy play-off. W drafcie 1997 Raptors wybrali z 9. numerem Tracy’ego McGrady’ego, a rok później z 4. numerem Antawna Jamisona, który natychmiast został wymieniony za wybranego z następnym numerem przez Golden State Warriors kuzyna McGrady’ego, Vince’a Cartera.

### 1999–2002: Era Vince’a Cartera
Po pierwszych czterech słabych sezonach, Raptors po raz pierwszy awansowali do fazy play-off w sezonie 1999/00. Zespół dowodzony przez Cartera odpadł po porażce 0-3 z New York Knicks w pierwszej rundzie. Niemniej jednak, rozwój zespołu i zwycięstwo Cartera w Slam Dunk Contest 2000, uznawanym za jeden z najlepszych konkursów wsadów w historii NBA, przyciągnęło do Toronto fanów, z których wielu wcześniej nie interesowało się koszykówką. Ten sezon był także pierwszym pełnym rozgrywanym w Air Canada Centre po tym, jak przez poprzednie cztery lata rozgrywano większość spotkań w SkyDome, które przez swój rozmiar było jednak lepiej dopasowane do baseballu i futbolu kanadyjskiego. Po sezonie 99/00 McGrady opuścił klub, podpisując sześcioletni kontrakt z Orlando Magic. Zgodnie z przewidywaniami analityków, zespół łatwo zapewnił sobie miejsce w play-offach NBA w 2001 roku, notując rekordowe 47 zwycięstw. Raptors po raz pierwszy wygrali serię w fazie play-off, pokonując Knicks 3-2. W drugiej rundzie Raptors musieli uznać wyższość Philadelphii 76ers, która wygrała 4-3, a ostatni mecz serii zakończył się wynikiem 88-87 dla 76ers po tym, jak w ostatnich sekundach meczu Carter spudłował decydujący rzut. W sezonie 2001/02 pomimo kontuzji Cartera, Raptors awansowali do fazy play-off, gdzie przegrali w pierwszej rundzie z Detroit Pistons.

### 2002–2010: Odejście Cartera i era Chrisa Bosha
W kolejnych czterech sezonach Dinozaurom nie udało się powtórzyć tego wyczynu. W drafcie 2003 Raptors wybrali z 4. numerem Chrisa Bosha, który po odejściu Cartera był najlepszym zawodnikiem w drużynie. Po kolejnych niepowodzeniach i burzliwej atmosferze w grudniu 2004 Vince Carter został wymieniony do New Jersey Nets za Alonzo Mourninga, Erica Williamsa, Aarona Williamsa oraz dwa wybory draftu w pierwszej rundzie. Słabe rezultaty w kolejnym sezonie sprawiły, że Raptors wylosowały pierwszy numer draftu 2006. Zdecydowano się na włoskiego środkowego, Andreę Bargnaniego. W sezonie 2006/07 Raptors wywalczyli tytuł mistrza dywizji atlantyckiej, uzyskując bilans 47-35 w fazie zasadniczej, a Sam Mitchell został wybrany trenerem roku. W pierwszej rundzie play-off Raptors nieoczekiwanie przegrali z Nets 2-4. W kolejnym sezonie Raptors ponownie awansowali do fazy play-off, ponownie odpadając w pierwszej rundzie po porażce z Orlando Magic 1-4. Po nieudanym sezonie 2008/09 Sam Mitchell został zastąpiony na stanowisku trenera przez Jaya Triano.
W sezonie 2009/10 drużyna z Toronto miała ogromnego pecha. Gdyby trafili jeden kosz więcej w meczu z Phoenix Suns lub Denver Nuggets, ich awans do play-off byłby faktem. Tak się nie stało, ponieważ jednym zwycięstwem wyprzedziło ich Chicago Bulls. Raptors zajęli wtedy 9. miejsce w konferencji, a ich bilans wynosił 40-42.

### 2010–2013: Odbudowa
W lipcu 2010 drużynę opuścił Chris Bosh. Wtedy zaczęła się przebudowa składu. Prezes Raptors Bryan Colangelo ściągnął do drużyny Linasa Kleizę, Leandro Barbosę, Juliana Wrighta, Davida Andersena, a do innych drużyn powędrowali Hedo Türkoğlu (Phoenix Suns) i Marco Belinelli (New Orleans Hornets) oraz wybory w przyszłym drafcie. W trakcie sezonu, Kanadę opuścili Jarrett Jack, David Andersen i Marcus Banks. Z drużyny New Orleans Hornets przyszli Jerryd Bayless i Peja Stojaković.
Po nieudanym sezonie 2010/11 zakończonym bilansem 22-60 trenerem Raptors został Dwane Casey. Raptors wybrali z numerem 5. litewskiego środkowego Jonasa Valančiūnasa w drafcie NBA 2011. W skróconym przez lokaut sezonie 2011/12 Raptors ponownie nie udało się awansować do fazy-playoff, notując bilans 23-43. W związku z nieudanymi próbami zwabienia Steve’a Nasha do Raptors, Colangelo wymienił przyszłościowy wybór w pierwszej rundzie draftu za rozgrywającego Houston Rockets, Kyle’a Lowry’ego. Sezon 2012/13 był pierwszym od trzech lat, gdy Raptors zanotowali dodatni bilans na własnym parkiecie (21-20), mimo to do awansu do fazy play-off było nadal daleko (34-48). W międzyczasie Raptors pozyskali w trójstronnej wymianie m.in. Rudy’ego Gaya z Memphis Grizzlies, oddając jednocześnie Joségo Calderóna do Detroit Pistons i Eda Davisa do Grizzlies. W maju 2013 prezesem Raptors został Nigeryjczyk Masai Ujiri.

### 2013–2018: Duet Lowry–DeRozan
W przeciągu ostatnich siedmiu lat Raptors za każdym razem dostawali się do fazy play-off. W 2014 Raptors awansowali do play-off po raz pierwszy od sześciu lat, przegrywając w pierwszej rundzie 4-3 z Brooklyn Nets po decydującym bloku Paula Pierce’a. Rok później Raptors nie wygrali ani jednego spotkania w serii z Washington Wizards w pierwszej rundzie play-off. 29 czerwca 2015 ogłoszono powstanie drużyny afiliacyjnej, Raptors 905, która od sezonu 2015/16 występuje w NBA G League.
Podczas wolnej agentury do drużyny dołączyli m.in. DeMarre Carroll, Luis Scola, którzy w kolejnym sezonie wychodzili w pierwszej piątce zespołu. W 2016 został zorganizowany w Toronto NBA All-Star Weekend. W tym samym roku Raptors po raz pierwszy znaleźli się w finale konferencji wschodniej, gdzie przegrali z przyszłymi mistrzami NBA Cleveland Cavaliers 4-2. 14 lutego 2017 Raptors wymienili Terrence’a Rossa i wybór w pierwszej rundzie draftu na Serge’a Ibakę, zawodnika Orlando Magic. Raptors ukończyli sezon zasadniczy na trzecim miejscu w konferencji wschodniej, uzyskując bilans 51-31. Tym razem Dinozaury trafiły na Cavaliers już w drugiej rundzie. Raptors ponownie musieli uznać wyższość Cavaliers, przegrywając serię do zera. W sezonie 2017/18 Raptors po raz pierwszy w historii zajęli pierwsze miejsce w fazie zasadniczej konferencji wschodniej z rekordowym bilansem 59-23. 1 stycznia 2018 DeMar DeRozan ustanowił rekord zdobyczy punktowej w spotkaniu, uzyskując aż 52 punkty przeciwko Milwaukee Bucks. Po nieudanych play-offach 2018 zakończonych kolejną klęską 0-4 z Cavaliers w półfinałach konferencji wschodniej z posadą trenera pożegnał się Dwane Casey, a w jego miejsce został wybrany jego ówczesny asystent, Nick Nurse.

### 2018–: Przybycie Kawhi’a Leonarda i pierwszy tytuł mistrzowski
18 lipca 2018 DeMar DeRozan, Jakob Pöltl wraz z chronionym wyborem I rundy draftu 2019 zostali wymienieni za Danny’ego Greena i Kawhi’a Leonarda. Pod koniec okna transferowego, 7 lutego 2019 Raptors wymienili Jonasa Valančiūnasa, Delona Wrighta oraz C.J. Milesa na Marca Gasola z Memphis Grizzlies, a sześć dni później podpisali kontrakt z Jeremym Linem. Dinozaury zakończyły sezon zasadniczy 2018/19 na drugim miejscu konferencji wschodniej z bilansem 58-24. Ze względu na przebytą w poprzednim sezonie kontuzję Leonard opuścił ponad 20 gier, często odpuszczając spotkania rozgrywane dzień po dniu. Pomimo porażki w pierwszym meczu, Raptors pokonali w pierwszej rundzie fazy play-off Orlando Magic 4-1. W półfinale konferencji pokonali Philadelphię 76ers 4-3 po tym, jak w ostatniej sekundzie siódmego spotkania przy stanie 90-90 Leonard oddał rzut, który po czterech odbiciach od obręczy wpadł do kosza. W finale konferencji wschodniej przegrywali po dwóch pierwszych wyjazdowych meczach z Milwaukee Bucks 0-2, by wygrać cztery kolejne spotkania. Po raz pierwszy w historii Raptors znaleźli się w finałach NBA, w których zwyciężyli z Golden State Warriors 4-2. Kawhi Leonard został wybrany najlepszym zawodnikiem finałów ligi. W trwającej pięć godzin paradzie mistrzowskiej wzięło udział ponad milion osób.
6 lipca 2019 Leonard podpisał trzyletni kontrakt z Los Angeles Clippers. Tego samego dnia Danny Green oznajmił, że postanowił zawrzeć dwuletnią umowę z Los Angeles Lakers. Na początku października 2019 Kyle Lowry przedłużył swój kontrakt z klubem do końca sezonu 2020/21, a tuż przed rozpoczęciem sezonu 2019/20 Raptors potwierdzili czteroletnie przedłużenie kontraktu na maksymalną kwotę 130 milionów dolarów z Pascalem Siakamem.
Pomimo utraty swojego najlepszego zawodnika Raptors siódmy raz z rzędu awansowali do play-off po zajęciu drugiego miejsca z bilansem 53-19 w sezonie skróconym przez pandemię koronawirusa. Pascal Siakam i Kyle Lowry zostali nominowani do All-Star Game, a Nick Nurse otrzymał statuetkę trenera roku. W fazie play-off rozegranej w Orlando Raptors pokonali w pierwszej rundzie Brooklyn Nets 4-0. W drugiej rundzie przegrali z Boston Celtics 3-4. Po sezonie zespół opuścili Serge Ibaka i Marc Gasol.
Ze względu na ograniczenia nałożone przez rząd kanadyjski w odpowiedzi na pandemię COVID-19, Raptors nie mogą organizować spotkań w Toronto i rozgrywają swoje mecze domowe w sezonie 2020/21 w hali Amalie Arena w Tampie na Florydzie.

## Nazwa
Kierownictwo zespołu zdało sobie sprawę, że praktycznie niemożliwe byłoby zaprojektowanie logo Toronto Huskies, które nie przypominałoby stylu Minnesoty Timberwolves. W rezultacie zorganizowano ogólnokrajowy konkurs, w którym miała zostać wybrana nazwa zespołu, barwy klubu i logo. Ostateczny wybór – Toronto Raptors – został zaprezentowany w telewizji kanadyjskiej 15 maja 1994. Innymi propozycjami były m.in. „Beavers”, „Bobcats”, „Dragons”, „Grizzlies”, „Scorpions” czy „T-Rex”. Raps powstali w czasie, gdy po ekranizacji Jurassic Park Ameryką rządziła dinozauromania. Zostały ujawnione również barwy zespołu – jasny czerwony, fioletowy, czarny i srebrny.

## Zawodnicy

### Kadra w sezonie 2023/24
Stan na 27 lutego 2024
| Nr | Poz. | Nar.              | Nazwisko i imię        | Data urodzenia | Wzrost | Masa ciała |
| -- | ---- | ----------------- | ---------------------- | -------------- | ------ | ---------- |
| 30 | SG   | Stany Zjednoczone | Agbaji, Ochai          | 2000-04-20     | 196 cm | 98 kg      |
| 4  | SF   | Stany Zjednoczone | Barnes, Scottie        | 2001-08-01     | 201 cm | 102 kg     |
| 9  | SF   | Kanada            | Barrett, R.J.          | 2000-06-14     | 198 cm | 97 kg      |
| 25 | PF   | Kanada            | Boucher, Chris         | 1993-01-11     | 206 cm | 91 kg      |
| 11 | SG   | Stany Zjednoczone | Brown, Bruce           | 1996-08-15     | 196 cm | 93 kg      |
| 3  | PG   | Stany Zjednoczone | Carton, D.J.           | 2000-08-05     | 191 cm | 91 kg      |
| 1  | SG   | Stany Zjednoczone | Dick, Gradey           | 2003-11-20     | 198 cm | 93 kg      |
| 0  | SG   | Stany Zjednoczone | Freeman-Liberty, Javon | 1999-10-20     | 191 cm | 82 kg      |
| 2  | SF   | Stany Zjednoczone | McDaniels, Jalen       | 1998-01-31     | 206 cm | 93 kg      |
| 24 | PG   | Stany Zjednoczone | Nowell, Markquis       | 1999-12-25     | 170 cm | 73 kg      |
| 13 | PF   | Nigeria           | Nwora, Jordan          | 1998-09-09     | 206 cm | 102 kg     |
| 41 | PF   | Kanada            | Olynyk, Kelly          | 1991-04-19     | 211 cm | 109 kg     |
| 19 | C    | Austria           | Poeltl, Jakob          | 1995-10-15     | 213 cm | 111 kg     |
| 34 | PF   | Stany Zjednoczone | Porter, Jontay         | 1999-11-15     | 208 cm | 109 kg     |
| 5  | SG   | Stany Zjednoczone | Quickley, Immanuel     | 1999-06-17     | 188 cm | 86 kg      |
| 14 | SF   | Stany Zjednoczone | Temple, Garrett        | 1986-05-08     | 196 cm | 88 kg      |
| 33 | SG   | Stany Zjednoczone | Trent, Gary            | 1999-01-18     | 196 cm | 95 kg      |

Trener:  Darko Rajaković
 Asystenci: Michael Batiste • Vin Bhavnani • Pat Delany • Drew Jones • Jama Mahlalela • Jim Sann • Ivo Simović • James Wade

## Trenerzy
Stan na koniec sezonu 2022/2023
| #  | Trener          | Okres pracy | Sezon regularny | Sezon regularny | Sezon regularny | Sezon regularny | Playoffs | Playoffs | Playoffs | Playoffs | Nagrody               |
| #  | Trener          | Okres pracy | Gry             | W               | P               | %               | Gry      | W        | P        | %        | Nagrody               |
| -- | --------------- | ----------- | --------------- | --------------- | --------------- | --------------- | -------- | -------- | -------- | -------- | --------------------- |
| 1  | Brendan Malone  | 1995/96     | 82              | 21              | 61              | 25,6            | –        | –        | –        | –        |                       |
| 2  | Darrell Walker  | 1996–1998   | 131             | 41              | 90              | 31,3            | –        | –        | –        | –        |                       |
| 3  | Butch Carter    | 1998–2000   | 165             | 73              | 92              | 44,2            | 3        | 0        | 3        | 0        |                       |
| 4  | Lenny Wilkens   | 2000–2003   | 246             | 113             | 133             | 45,9            | 17       | 8        | 9        | 47,1     |                       |
| 5  | Kevin O’Neill   | 2003/04     | 82              | 33              | 49              | 40,2            | –        | –        | –        | –        |                       |
| 6  | Sam Mitchell    | 2004–2008   | 345             | 156             | 189             | 45,2            | 11       | 3        | 8        | 27,3     | Trener Roku 2006/2007 |
| 7  | Jay Triano      | 2008–2011   | 229             | 87              | 142             | 38              | –        | –        | –        | –        |                       |
| 8  | Dwane Casey     | 2011–2018   | 558             | 320             | 238             | 57,3            | 51       | 21       | 30       | 41,2     | Trener Roku 2017/2018 |
| 9  | Nick Nurse      | 2018–2023   | 390             | 227             | 163             | 58,2            | 41       | 25       | 16       | 61,0     | Trener Roku 2019/2020 |
| 10 | Darko Rajaković | od 2023     |                 |                 |                 |                 |          |          |          |          |                       |

1. ↑  Liczba trenerów Raptors, chronologicznie według okresu zatrudnienia.
2. 1 2  Spędził całą karierę trenerską w NBA z Raptors.
3. ↑  Wybrany do Koszykarskiej Galerii Sław jako trener.

## Areny
- SkyDome (1995–1999)
- Okazjonalne spotkania (1995–1999):
  - Maple Leaf Gardens
  - Copps Coliseum
- Air Canada Centre (1999–obecnie, od 2018 pod nazwą Scotiabank Arena)
- Amalie Arena (2020–2021, tymczasowo z powodu restrykcji spowodowanych pandemią koronawirusa)

## Nagrody i wyróżnienia

### Sezon
MVP Finałów
- Kawhi Leonard – 2019

Debiutanci Roku
- Damon Stoudamire  – 1996
- Vince Carter – 1999
- Scottie Barnes – 2022

Rezerwowy Roku
- Lou Williams – 2015

Trenerzy Roku
- Sam Mitchell – 2007
- Dwane Casey – 2018
- Nick Nurse – 2020

Największy Postęp
- Pascal Siakam – 2019

II skład NBA
- Vince Carter – 2001
- Chris Bosh – 2007
- DeMar DeRozan – 2018
- Kawhi Leonard – 2019
- Pascal Siakam – 2020

III skład NBA
- Vince Carter – 2000
- Kyle Lowry – 2016
- DeMar DeRozan – 2017
- Pascal Siakam – 2022

II skład defensywny NBA
- Kawhi Leonard  – 2019
- OG Anunoby – 2023

I skład debiutantów NBA
- Damon Stoudamire – 1996
- Marcus Camby – 1997
- Vince Carter – 1999
- Morris Peterson – 2001
- Chris Bosh – 2004
- Charlie Villanueva – 2006
- Jorge Garbajosa – 2007
- Andrea Bargnani – 2007
- Scottie Barnes – 2022

II skład debiutantów NBA
- Jamario Moon – 2008
- Jonas Valanciunas – 2013
- Terence Davis – 2020

### All-Star Weekend
Nominowani do meczu gwiazd
- Vince Carter – 2000–2004
- Antonio Davis – 2001
- Chris Bosh – 2006–2010
- DeMar DeRozan – 2014, 2016–2018
- Kyle Lowry – 2015–2020
- Kawhi Leonard – 2019
- Pascal Siakam – 2020, 2023
- Fred VanVleet – 2022

Uczestnicy Rookie Challenge
- Damon Stoudamire  – 1996
- Marcus Camby – 1997
- Tracy McGrady – 1998
- Morris Peterson – 2001
- Chris Bosh – 2004, 2005
- Charlie Villanueva – 2006
- Jorge Garbajosa – 2007
- Andrea Bargnani – 2007, 2008
- Jamario Moon – 2008
- DeMar DeRozan – 2011
- Jonas Valanciunas – 2014
- OG Anunoby – 2019
- Precious Achiuwa – 2022
- Scottie Barnes – 2022, 2023

MVP Rookie Challenge
- Damon Stoudamire – 1996

Zwycięzcy konkursu wsadów
- Vince Carter – 2000
- Terrence Ross – 2013

Zwycięzcy konkursu rzutów za 3 punkty
- Jason Kapono – 2008

### Inne
Wybrani do Galerii Sław Koszykówki
| Zawodnicy      | Zawodnicy       | Zawodnicy          | Zawodnicy      | Zawodnicy                  |
| Nr             | Nazwisko        | Poz.               | Okres w klubie | Rok wyboru do Galerii Sław |
| -------------- | --------------- | ------------------ | -------------- | -------------------------- |
| 34             | Hakeem Olajuwon | C                  | 2001–2002      | 2008                       |
| 1              | Tracy McGrady   | G/F                | 1997–2000      | 2017                       |
| 4              | Chris Bosh      | C/F                | 2003–2010      | 2021                       |
| Trenerzy       |                 |                    |                |                            |
| Nazwisko       | Nazwisko        | Poz.               | Okres w klubie | Rok wyboru do Galerii Sław |
| Lenny Wilkens1 | Lenny Wilkens1  | Trener             | 2000–2003      | 1998                       |
| Gene Keady     | Gene Keady      | Asystent trenera   | 2005–2006      | 2023                       |
| Działacze      |                 |                    |                |                            |
| Nazwisko       | Nazwisko        | Poz.               | Okres w klubie | Rok wyboru do Galerii Sław |
| Wayne Embry    | Wayne Embry     | Generalny menedżer | 2006           | 1999                       |

Adnotacje:
- 1Wilkens został wybrany do Galerii Sław trzykrotnie – jako zawodnik, trener oraz trener kadry olimpijskiej USA z 1992.

Wybrani do Galerii Sław FIBA
| Toronto Raptors Hall of Famers | Toronto Raptors Hall of Famers | Toronto Raptors Hall of Famers | Toronto Raptors Hall of Famers | Toronto Raptors Hall of Famers |
| Zawodnicy                      | Zawodnicy                      | Zawodnicy                      | Zawodnicy                      | Zawodnicy                      |
| Nr                             | Nazwisko                       | Poz.                           | Okres w klubie                 | Rok wyboru do Galerii Sław     |
| ------------------------------ | ------------------------------ | ------------------------------ | ------------------------------ | ------------------------------ |
| 34                             | Hakeem Olajuwon                | C                              | 2001–2002                      | 2016                           |

## Statystyki

### Statystyczni liderzy NBA
Liderzy w blokach
- Marcus Camby – 1998

Liderzy w skuteczności rzutów wolnych
- José Calderón – 2009

Liderzy w skuteczności rzutów za 3 punkty
- Jason Kapono – 2008

### Liderzy wszech czasów klubu
Sezon regularny
(Stan na 5 lutego 2021, a na podstawie)
| Kategoria                      | Zawodnik         | Statystyki |
| ------------------------------ | ---------------- | ---------- |
| Gry                            | DeMar DeRozan    | 675        |
| Minuty                         | DeMar DeRozan    | 22986      |
| Punkty                         | DeMar DeRozan    | 13296      |
| Zbiórki                        | Chris Bosh       | 4776       |
| Asysty                         | Kyle Lowry       | 4066       |
| Przechwyty                     | Kyle Lowry       | 848        |
| Bloki                          | Chris Bosh       | 600        |
| Straty                         | Kyle Lowry       | 1522       |
| Faule                          | Kyle Lowry       | 1687       |
| Celne rzuty z gry              | DeMar DeRozan    | 4716       |
| Oddane rzuty z gry             | DeMar DeRozan    | 10532      |
| Skuteczność rzutów z gry       | Amir Johnson     | 57,2       |
| Celne rzuty za 3 punkty        | Kyle Lowry       | 1438       |
| Oddane rzuty za 3 punkty       | Kyle Lowry       | 3841       |
| Skuteczność rzutów za 3 punkty | Matt Thomas      | 47,5       |
| Celne rzuty wolne              | DeMar DeRozan    | 3539       |
| Oddane rzuty wolne             | DeMar DeRozan    | 4277       |
| Skuteczność rzutów wolnych     | José Calderón    | 87,7       |
| Średnia punktów                | Vince Carter     | 23,4       |
| Średnia zbiórek                | Chris Bosh       | 9,4        |
| Średnia asyst                  | Damon Stoudamire | 8,8        |
| Średnia przechwytów            | Doug Christie    | 2,1        |
| Średnia bloków                 | Marcus Camby     | 2,9        |

## Sukcesy
| Tytuł              | Liczba | Rok                                                                          |
| ------------------ | ------ | ---------------------------------------------------------------------------- |
| Mistrz NBA         | 1      | 2019                                                                         |
| Mistrz Konferencji | 1      | 2019                                                                         |
| Mistrz dywizji     | 7      | 2007, 2014, 2015, 2016, 2018, 2019, 2020                                     |
| Występy w play-off | 13     | 2000, 2001, 2002, 2007, 2008, 2014, 2015, 2016, 2017, 2018, 2019, 2020, 2022 |
| Występy w play-in  | 1      | 2023                                                                         |

## Poszczególne sezony
Na podstawie:. Stan na koniec sezonu 2024/25
| Sezon           | Liga | Konferencja | Poz. w konf. | Dywizja  | Poz. w dyw. | Sezon regularny | Sezon regularny | Playoffs |
| Sezon           | Liga | Konferencja | Poz. w konf. | Dywizja  | Poz. w dyw. | Wyg.            | Por.            | Playoffs |
| --------------- | ---- | ----------- | ------------ | -------- | ----------- | --------------- | --------------- | --- |
| Toronto Raptors |      |             |              |          |             |                 |                 | |
| 1995/96         | NBA  | Wschodnia   | 14           | Central  | 8           | 21              | 61              | |
| 1996/97         | NBA  | Wschodnia   | 12           | Central  | 8           | 30              | 52              | |
| 1997/98         | NBA  | Wschodnia   | 15           | Central  | 8           | 16              | 66              | |
| 1998/99         | NBA  | Wschodnia   | 10           | Central  | 6           | 23              | 27              | |
| 1999/00         | NBA  | Wschodnia   | 6            | Central  | 3           | 45              | 37              | Porażka w 1. rundzie z New York Knicks (0-3) |
| 2000/01         | NBA  | Wschodnia   | 5            | Central  | 2           | 47              | 35              | Wygrana w 1. rundzie z New York Knicks (3-2) Porażka w półfinale Konf. z Philadelphia 76ers (3-4)                                                                                                 |
| 2001/02         | NBA  | Wschodnia   | 7            | Central  | 3           | 42              | 40              | Porażka w 1. rundzie z Detroit Pistons (2-3) |
| 2002/03         | NBA  | Wschodnia   | 14           | Central  | 7           | 24              | 58              | |
| 2003/04         | NBA  | Wschodnia   | 10           | Central  | 6           | 33              | 49              | |
| 2004/05         | NBA  | Wschodnia   | 11           | Atlantic | 4           | 33              | 49              | |
| 2005/06         | NBA  | Wschodnia   | 12           | Atlantic | 4           | 27              | 55              | |
| 2006/07         | NBA  | Wschodnia   | 3            | Atlantic | 1           | 47              | 35              | Porażka w 1. rundzie z New Jersey Nets (2-4) |
| 2007/08         | NBA  | Wschodnia   | 6            | Atlantic | 2           | 41              | 41              | Porażka w 1. rundzie z Orlando Magic (1-4) |
| 2008/09         | NBA  | Wschodnia   | 13           | Atlantic | 4           | 33              | 49              | |
| 2009/10         | NBA  | Wschodnia   | 9            | Atlantic | 2           | 40              | 42              | |
| 2010/11         | NBA  | Wschodnia   | 14           | Atlantic | 5           | 22              | 60              | |
| 2011/12         | NBA  | Wschodnia   | 11           | Atlantic | 4           | 23              | 43              | |
| 2012/13         | NBA  | Wschodnia   | 10           | Atlantic | 4           | 34              | 48              | |
| 2013/14         | NBA  | Wschodnia   | 3            | Atlantic | 1           | 48              | 34              | Porażka w 1. rundzie z Brooklyn Nets (3-4) |
| 2014/15         | NBA  | Wschodnia   | 4            | Atlantic | 1           | 49              | 33              | Porażka w 1. rundzie z Washington Wizards (0-4) |
| 2015/16         | NBA  | Wschodnia   | 2            | Atlantic | 1           | 56              | 26              | Wygrana w 1. rundzie z Indiana Pacers (4-3) Wygrana w półfinale Konf. z Miami Heat (4-3) Porażka w finale Konf. z Cleveland Cavaliers (2-4)                                                       |
| 2016/17         | NBA  | Wschodnia   | 3            | Atlantic | 2           | 51              | 31              | Wygrana w 1. rundzie z Milwaukee Bucks (4-2) Porażka w półfinale Konf. z Cleveland Cavaliers (0-4)                                                                                                |
| 2017/18         | NBA  | Wschodnia   | 1            | Atlantic | 1           | 59              | 23              | Wygrana w 1. rundzie z Washington Wizards (4-2) Porażka w półfinale Konf. z Cleveland Cavaliers (0-4)                                                                                             |
| 2018/19         | NBA  | Wschodnia   | 2            | Atlantic | 1           | 58              | 24              | Wygrana w 1. rundzie z Orlando Magic (4-1) Wygrana w półfinale Konf. z Philadelphia 76ers (4-3) Wygrana w finale Konf. z Milwaukee Bucks (4-2) Wygrana w finale NBA z Golden State Warriors (4-2) |
| 2019/20         | NBA  | Wschodnia   | 2            | Atlantic | 1           | 53              | 19              | Wygrana w 1. rundzie z Brooklyn Nets (4-0) Porażka w półfinale Konf. z Boston Celtics (3-4) |
| 2020/21         | NBA  | Wschodnia   | 12           | Atlantic | 5           | 27              | 45              | |
| 2021/22         | NBA  | Wschodnia   | 5            | Atlantic | 3           | 48              | 34              | Porażka w 1. rundzie z Philadelphia 76ers (2-4) |
| 2022/23         | NBA  | Wschodnia   | 9            | Atlantic | 5           | 41              | 41              | Play-in Porażka w meczu 9-10 o 8 w playoff z Chicago Bulls |
| 2023/24         | NBA  | Wschodnia   | 12           | Atlantic | 5           | 25              | 57              | |
| 2024/25         | NBA  | Wschodnia   | 11           | Atlantic | 3           | 30              | 52              | |